# 徐建春
徐建春（1935年—2024年3月17日），山东莱州人，中华人民共和国政治人物，中华全国青年联合会原副主席，山东省人大常委会原副主任，新中国第一个知识青年典型。第二、三届全国人大代表，中共十大、十一大、十二大代表，第五届全国政协委员。

## 生平
1950年加入中国共产主义青年团，1954年加入中国共产党。1964年毕业于山东农学院。